# Hydrogenase
Hydrogenasen sind Enzyme, die reversible Reaktionen katalysieren. Der Begriff „Hydrogenase“ wurde 1931 von Marjory Stephenson und Leonard Hubert Stickland, dem Entdecker der Stickland-Reaktion, eingeführt.

## Katalysierte Reaktionen
Dabei wird Wasserstoffgas (H2) entweder zu Protonen (H+) oxidiert oder Protonen zu Wasserstoffgas reduziert. Beide katalysierte Reaktionen laufen wie folgt ab:
Diese Reaktion spielt eine bedeutende Rolle bei der Stickstofffixierung und bei der Methanogenese von Biomasse zu Methan. Sowohl anaerobe (Archaeen/Bakterien) als auch einige wenige aerob lebende Mikroorganismen (Bakterien, manche Algen) enthalten Hydrogenase-Enzyme. Wasserstoffverbrauchende Methanogene leben syntroph vergesellschaftet mit wasserstoffbildenden Bakterien. Man schätzt, dass jährlich etwa 150 Millionen Tonnen Wasserstoff durch Mikroorganismen gebildet werden.
Die Wasserstoffaufnahme ist an die Reduktion eines Elektronenakzeptors (A) gekoppelt:
Hingegen ist die Protonenreduktion an die Oxidation von einem Elektronendonator (D) abhängig:
Je nach Umweltbedingungen können die Reaktionen für verschiedene Zwecke genutzt werden. Einerseits können überschüssige Elektronen aus verschiedenen Zellstoffwechselprozessen abgegeben werden, wobei Wasserstoffgas (H2) frei wird. Alternativ kann Wasserstoff auch aus der Umgebung aufgenommen werden und die Elektronen in den Zellstoffwechsel eingebracht werden. Hydrogenasen unterscheiden sich je nach Art in den physiologischen Elektronenakzeptor und Elektronendonatoren. Dabei können nicht nur kleine organische Moleküle wie NADPH als Elektronentransporter dienen, sondern auch größere Proteine wie Ferredoxine oder Cytochrome.

## Strukturelle Klassifikation und Aktives Zentrum
Alle derzeit bekannten Hydrogenasen sind Metalloenzyme, wobei die katalytische Aktivität von spezialisierten metallhaltigen Cofaktoren im aktiven Zentrum abhängt. Basierend auf den Cofaktoren und deren Metallzusammensetzung werden Hydrogenasen in drei Familien eingeordnet: [NiFe]- (Nickel-Eisen), [FeFe]- (Eisen-Eisen) und [Fe]-(Eisen)-Hydrogenasen. Dabei sind die Metallatome meist durch kovalente Bindungen mit Schwefel direkt im aktiven Zentrum gebunden. [NiFe]- und [FeFe] Hydrogenasen weisen strukturelle Ähnlichkeiten auf: Beide Enzymklassen besitzen außerhalb des aktiven Zentrum weitere Eisenatome, welche als Eisen-Schwefel-Cluster weitere funktionale Cofaktoren bilden, die dem Elektronentransport zum aktiven Zentrum dienen. Des Weiteren sind in den aktiven Zentren aller drei Enzymfamilien  Kohlenstoffmonoxid (CO) und Cyanid (CN−) Liganden zu finden die an die Eisenatome gebunden sind und für die katalytische Aktivität von Bedeutung sind.

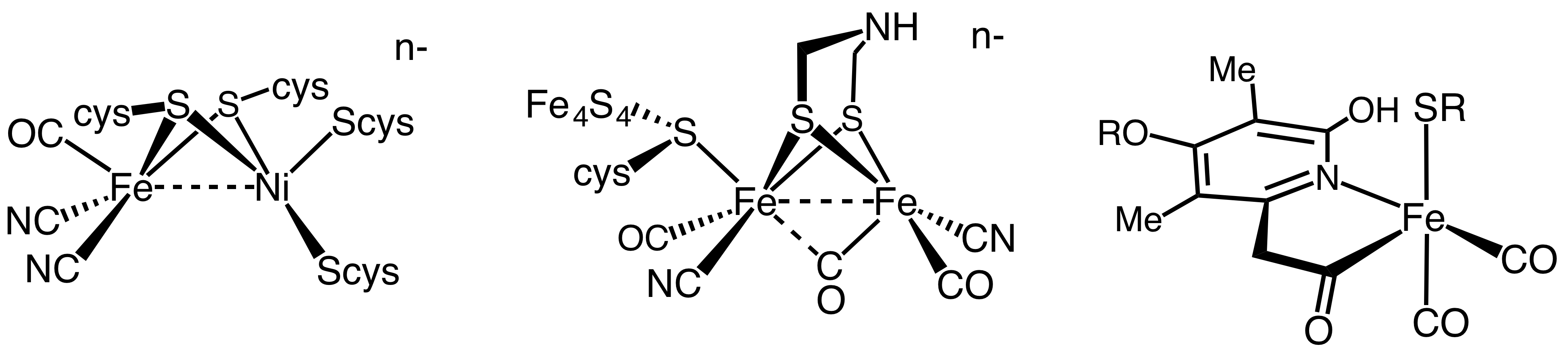
Die Struktur der aktiven Zentren der drei Hydrogenase-Enzym-Typen, [NiFe]- (Nickel-Eisen), [FeFe]- (Eisen-Eisen) und [Fe]-(Eisen)-Hydrogenase

## Biochemische Klassifikation
EC 1.12.1.2 Wasserstoffdehydrogenase (Wasserstoff:NAD+ Oxidoreduktase)
EC 1.12.1.3 Wasserstoffdehydrogenase (NADP) (Wasserstoff:NADP+ Oxidoreduktase)
EC 1.12.2.1 Cytochrom-c3 Hydrogenase (Wasserstoff:Ferricytochrom-c3 Oxidoreduktase)
EC 1.12.7.2  Ferredoxin-Hydrogenase (Wasserstoff:Ferredoxin-Oxidoreduktase)
EC 1.12.98.1 Coenzym F420 Hydrogenase (Wasserstoff:Coenzym F420-Oxidoreduktase)
EC 1.12.5.1 Wasserstoff:Chinon-Oxidoreduktase
EC 1.12.98.2 5,10-Methenyltetrahydromethanopterin Hydrogenase (Wasserstoff:5,10-Methenyltetrahydromethanopterin-Oxidoreduktase)
EC 1.12.98.3 Methanosarcina-Phenazinhydrogenase [hydrogen:2-(2,3-dihydropentaprenyloxy)phenazin-oxidoreductase]

## Industrielle Anwendung
Das Verständnis ihrer Funktions- und Wirkungsweise kann z. B. zur Verbesserung von Wasserstoffbioreaktoren dienen.